# Ola Ola (programa de televisión)
Ola Ola fue un programa de televisión emitido desde 2008 a 2012 dentro de la categoría reportaje/documental producido por Molinos de Papel y emitido por la cadena española Cuatro.

## Temática
El programa se trata de un espacio que recorre las playas del litoral español para contar las historias más curiosas. El programa muestra cómo, entre neveras portátiles, litros de sangría, alcohol y fiesta nocturna, españoles y turistas pasan el verano en los tres mares principales del país.
El programa ordenaba los reportajes con una cortinilla que mostraba el litoral de cada costa a la que iban a hacer alusión en cada emisión: Océano Atlántico, Mar Cantábrico o Mar Mediterráneo.

## Temporadas
El programa tiene 4 temporadas. Con 6-10 capítulos en cada una.